# 魯德尼亞-卡利尼夫卡
50°59′53″N 29°4′19″E / 50.99806°N 29.07194°E
魯德尼亞-卡利尼夫卡（烏克蘭語：Рудня-Калинівка），是烏克蘭北部的村莊，隸屬日托米爾州的科羅斯滕區。該村始建於1634年，面積1平方公里，海拔高度159米，2001年人口44，人口密度每平方公里44人。